# Podział administracyjny Kościoła katolickiego w Kamerunie
Podział administracyjny Kościoła katolickiego w Kamerunie – w ramach Kościoła katolickiego w Kamerunie funkcjonuje obecnie 5 metropolii, w których skład wchodzi 5 archidiecezji i 19 diecezji.
Jednostki administracyjne Kościoła katolickiego obrządku łacińskiego w Kamerunie:

## Metropolia Bamenda
- Archidiecezja Bamenda
  - Diecezja Buéa
  - Diecezja Kumba
  - Diecezja Kumbo
  - Diecezja Mamfe

## Metropolia Bertoua
- Archidiecezja Bertoua
  - Diecezja Batouri
  - Diecezja Doumé-Abong’ Mbang
  - Diecezja Yokadouma

## Metropolia Douala
- Archidiecezja Douala
  - Diecezja Bafang
  - Diecezja Bafoussam
  - Diecezja Edéa
  - Diecezja Eséka
  - Diecezja Nkongsamba

## Metropolia Garoua
- Archidiecezja Garoua
  - Diecezja Maroua-Mokolo
  - Diecezja Ngaoundéré
  - Diecezja Yagoua

## Metropolia Jaunde
- Archidiecezja Jaunde
  - Diecezja Bafia
  - Diecezja Ebolowa
  - Diecezja Kribi
  - Diecezja Mbalmayo
  - Diecezja Obala
  - Diecezja Sangmélima